# Джовани Торнабуони
Вижте пояснителната страница за други личности с името Джовани.
Джовани Торнабуони (на италиански: Giovanni Tornabuoni; * 22 декември 1428, Флоренция, Флорентинска република; † сл. 22 декември 1490, пак там), е италиански търговец, банкер и меценат, произхождащ от фамилията Торнабуони от Флоренция.

## Биография
Джовани Торнабуони е роден във Флоренция. Представител е на фамилията Торнабуони – син на Франческо ди Симоне Торнабуони и Нана ди Николо ди Луиджи Гуикардини, брат на Лукреция Торнабуони. Негова съпруга е Франческа Пити.
Като чичо на Лоренцо де Медичи той има стабилни връзки с фамилията Медичи. Управител е на клона на Банката на Медичите в Рим и е ковчежник на папа Сикст IV. Освен това е посланик на Флоренция в Папския двор през 1480 и 1484 г. и Гонфалониер на правосъдието на Флоренция през 1482 г.
През 1484 г. Торнабуони заменя Франческо Сасети на поста „Главен управител на Банката на Медичите“.
През 1485 г. подписва договор с хуожника Доменико Гирландайо за живописната украса на Капела „Торнабуони“ във флорентинската църква „Санта Мария Новела“. Джовани Торнабуони и неговата съпруга Франческа Пити са изобразени в портрети на олтарната стена като дарители. Преди това негов портрет вече е нарисуван през 1481 г. от Доменико Гирландайо в Сикстинската капела на фреската „Призоваването на апостолите“.